# Parc des Cascine

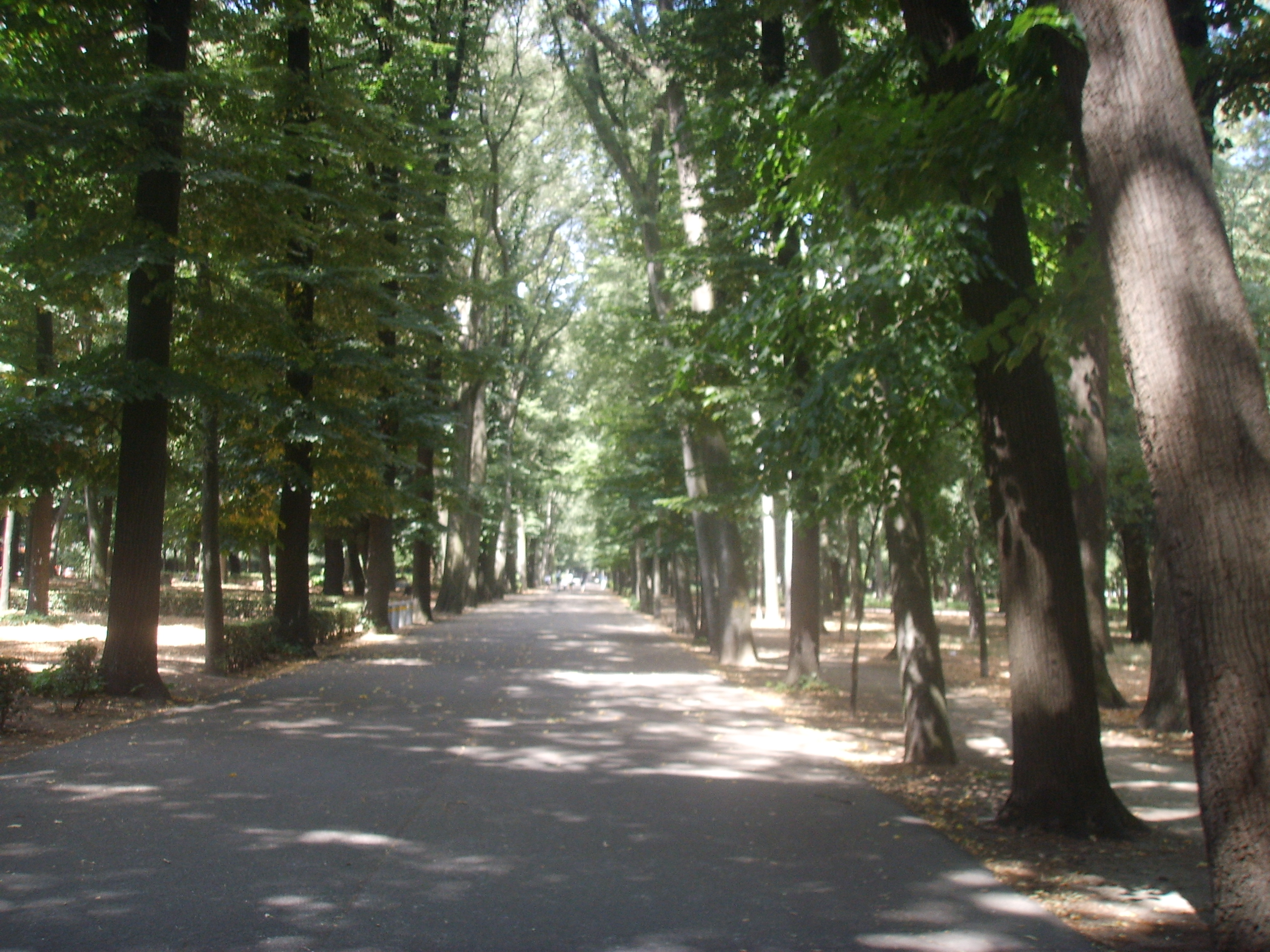
Une allée du parc

Le  parc des Cascine, appelé couramment Le Cascine, est le plus grand parc public de la ville de Florence avec ses 160 hectares. Il tire son nom des anciennes fermes grand-ducales (les Cascine).
S'étendant sur 3,5 kilomètres de long et 640 mètres de large, il longe la rive droite de l'Arno, près du centre historique allant jusqu'à la confluence du fleuve, du torrent Mugnone et du canal Macinante près du Ponte all'Indiano qui tire son nom du cénotaphe du prince indien localisé à l'extrémité du parc.

## Histoire
Sa construction date de 1563, sur l'emplacement des domaines agricoles d'Alexandre et Cosme de Médicis consacrés à l'élevage des bovins producteurs du lait employé pour la fabrication des fromages utilisant la cascina, le cerclage de bois destiné au pressage du caillé.
Le parc fut objet de soins particuliers dans l'entretien et dans le choix des types de plantations et de la culture  de variétés exotiques de plantes qui entraient dans l'intérêt expérimental  des Médicis.
Avec le passage  à la famille Habsbourg-Lorraine, la destination du parc s'orienta de plus en plus vers la promenade du public admis diverses occasions particulières.
À la fin du XVIIIe siècle par les actions de Giuseppe Manetti, le parc s'enrichit de constructions comme la Palazzina Reale, actuel siège de la faculté agraire de l'Università degli Studi di Firenze, l'abreuvoir des Quercione, dite Fontana delle boccacce  et la pyramide à  fonction de glacière.
Dans la partie ouest du parc, se trouve un amphithéâtre et sur le côté plus à l'est, vers la place Vittorio Veneto, les installations nautiques des Pavoniere deux constructions en forme de temple néoclassiques, à l'origine deux cages pour oiseaux. Parmi les nombreuses fontaines la plus célèbre est celle de Narcisse.
Giuseppe Manetti y organisa des fêtes et des réceptions dont la plus fastueuse fut celle de l'investiture de Ferdinand III de Toscane, célébrée du 2 au 5 juillet 1791. Giuseppe Maria Terreni l'immortalise dans un tableau conservé dans le Musée du Vieux Florence.
Le grand-duc Pierre Léopold se fit construire une exploitation agricole modèle avec au centre la Palazzina Reale.
Le parc devenu public à l'initiative d'Elisa Baciocchi, subit les modifications de Giuseppe Cacialli, fut acquis ensuite par la commune de Florence en 1869, qui en confia la restauration à l'architecte Felice Francolini.
Le poète anglais Percy Bysshe Shelley s'en inspira pour écrire son Ode to the West Wind.
À l'extrémité du parc, vers le Ponte all'Indiano, se trouve une des dernières œuvres placées aux Cascine, le monument à l'Indien, cénotaphe réalisé par le sculpteur anglais Fuller en l'honneur du jeune prince indien maharadjah de Kolhapur Rajaram Chuttraputti, qui mourut à Florence le 30 novembre 1870 à l'âge de vingt et un ans, alors qu'il se trouvait dans le Grand Hôtel de la Place Ognissanti, de passage pendant un voyage qui, de Londres, devait le ramener dans sa patrie. Une dédicace complète sur le socle l'explique :

« MONUMENTO ALLA MEMORIA DEL PRINCIPE

INDIANO RAJARAM CHUTTRAPUTTI,

MAHARAJAH DI KOLHAPUR, MORTO A

VENTUN'ANNO IN FIRENZE IL XXX GIORNO

DI NOVEMBRE MDCCCLXX, QUANDO

DALL'INGHILTERRA TORNAVA ALLA PATRIA »

— CHARLES MANT, CAPTAIN R.E. ARCHITECT.

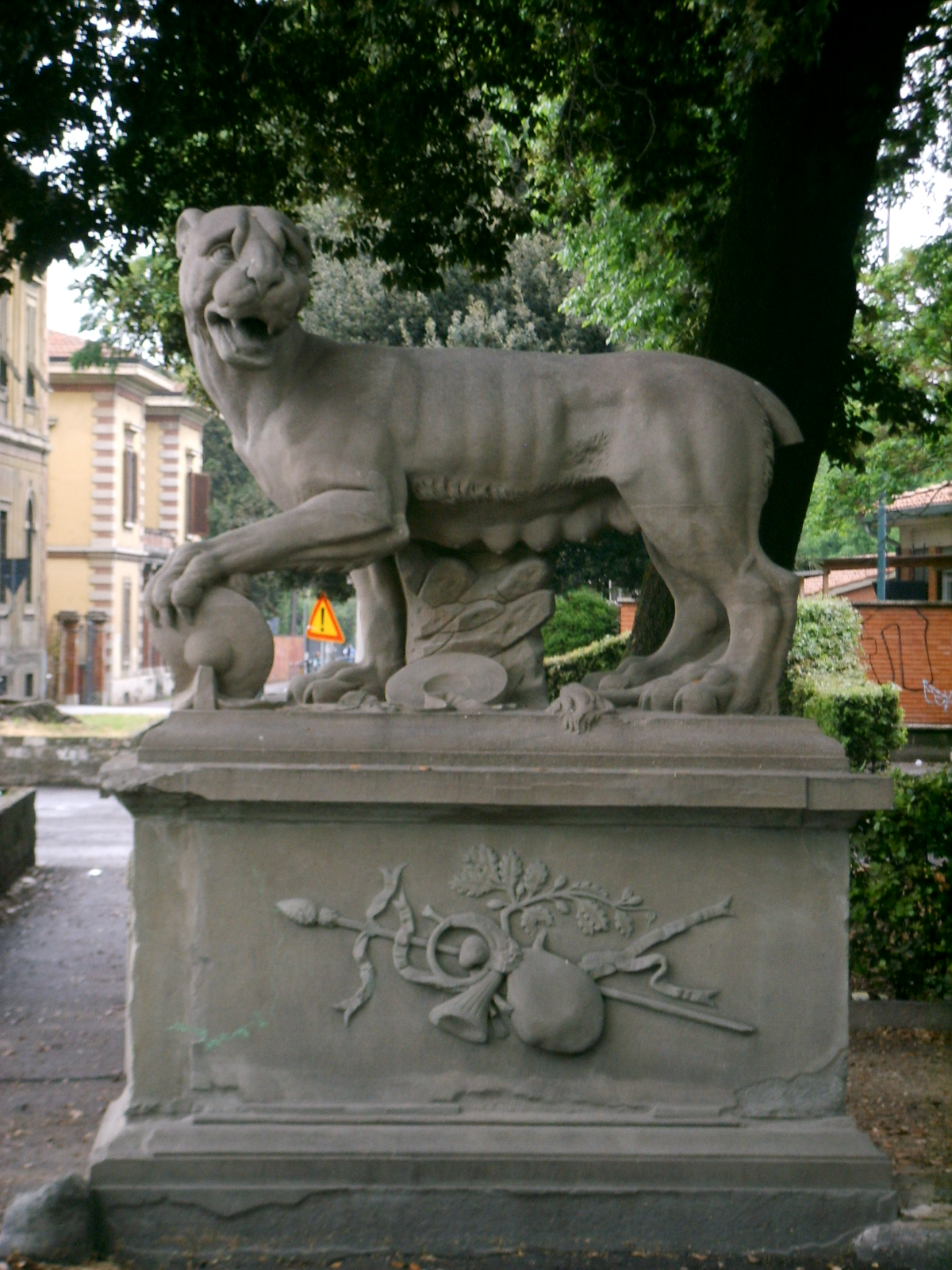
Une statue
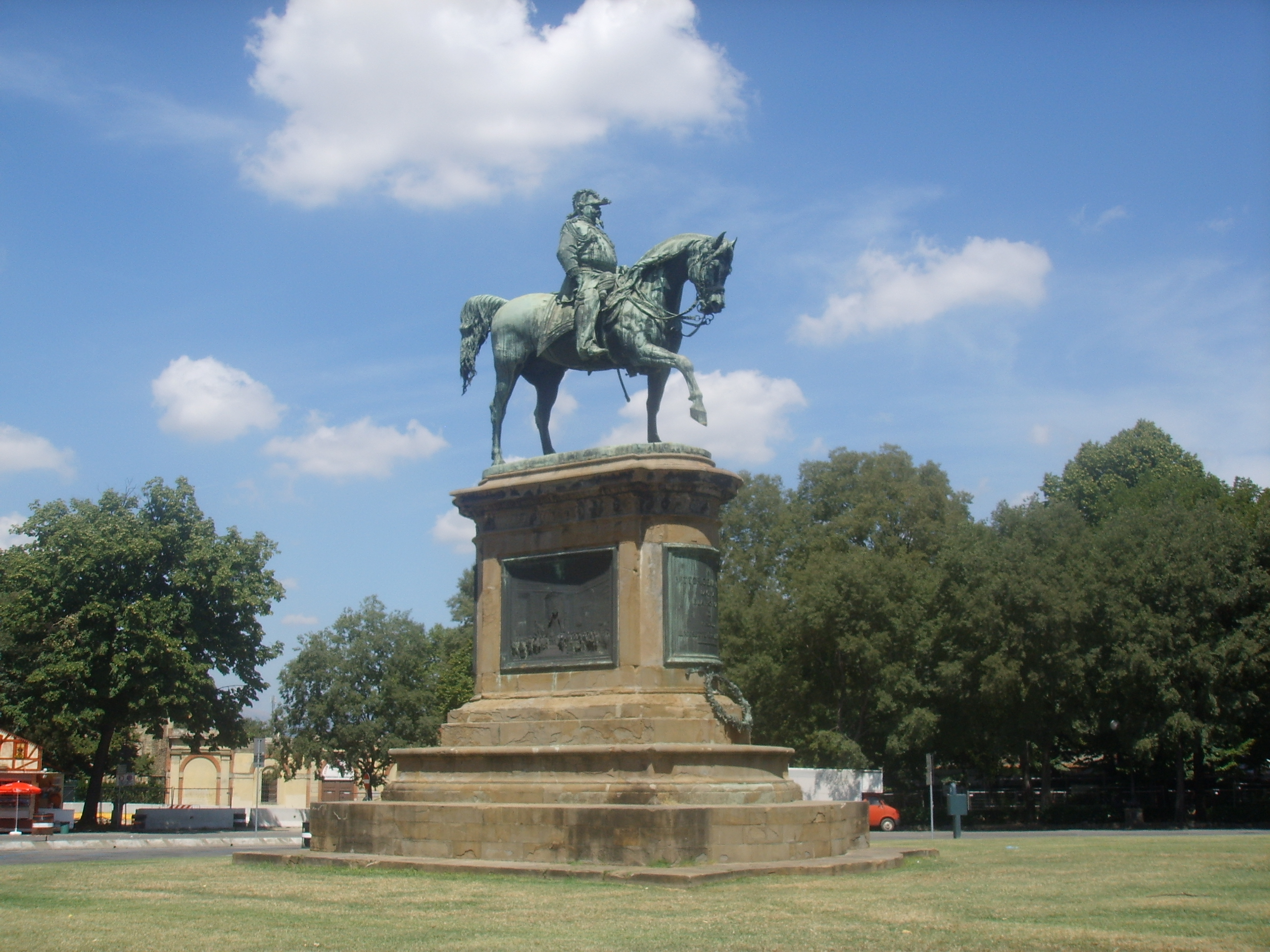
Monument à Victor-Emmanuel II
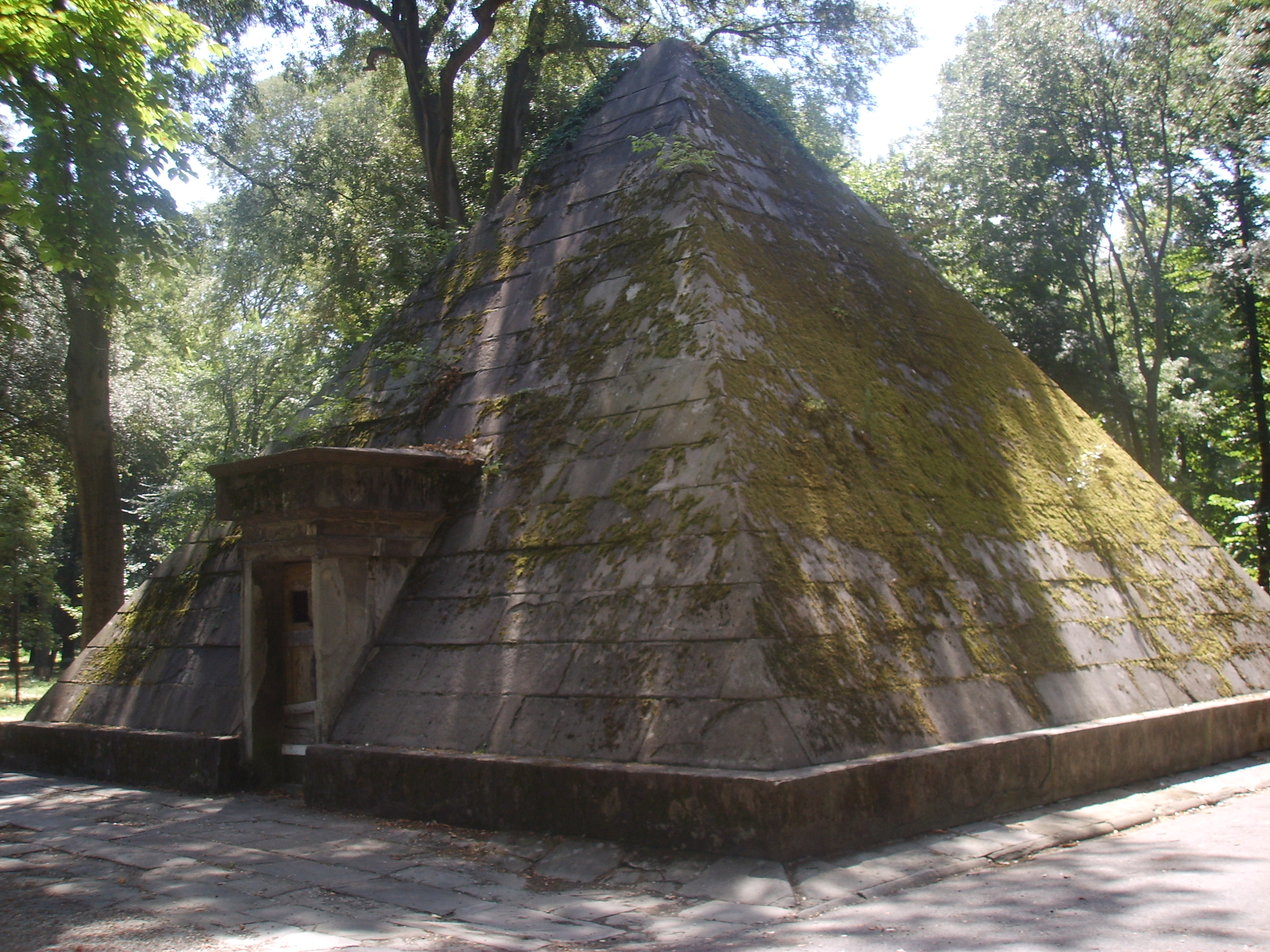
La pyramide-glacière
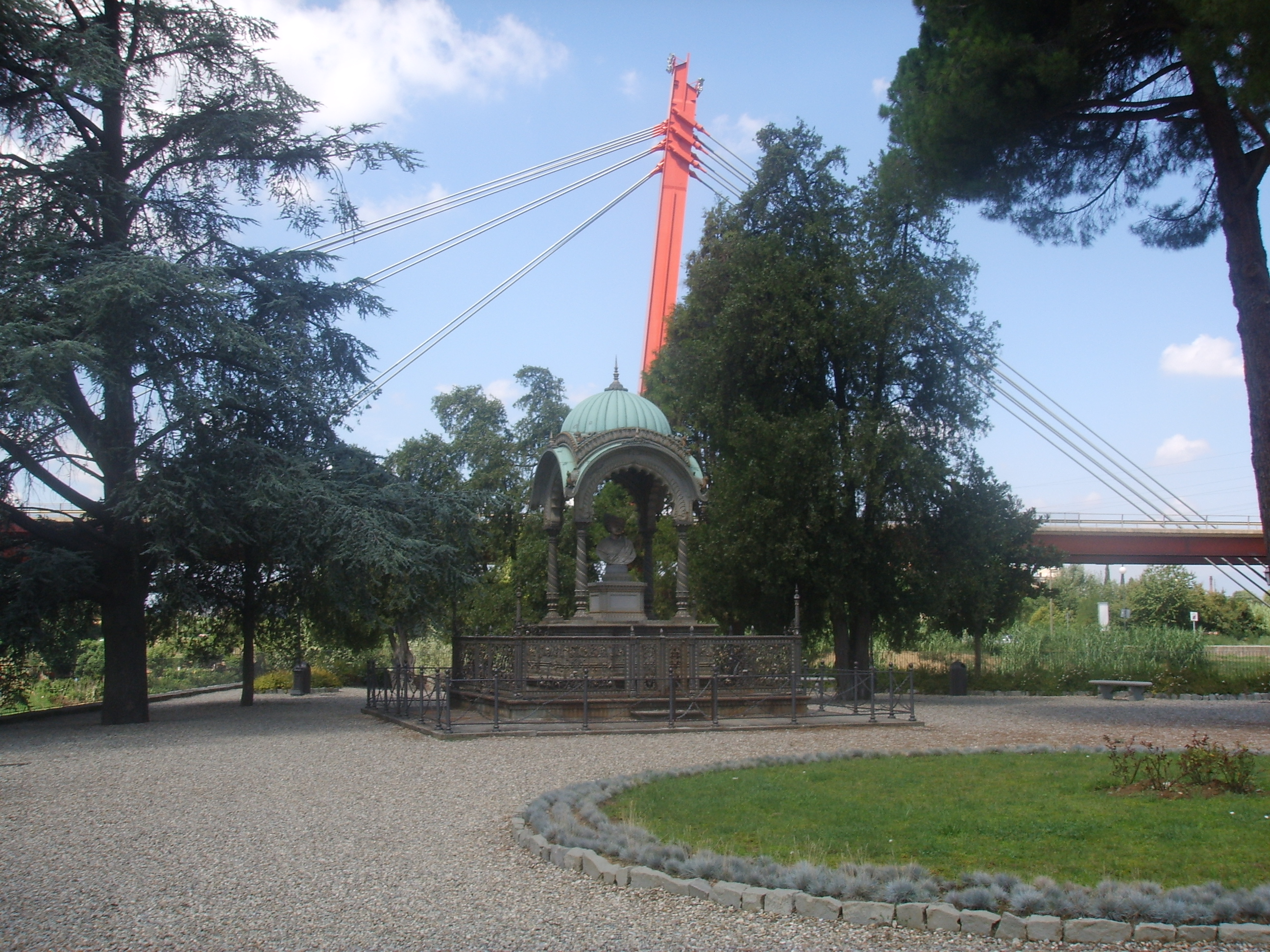
Monument à l'Indien

## Son état actuel
Malgré les soins des administrations communales (depuis les années 1950 vis-à-vis des défenses absolues de construire des nouveaux édifices dans la parc), les Cascine sont depuis connues pour être un lieu de rencontres nocturnes. En outre les administrations communales  qui se sont succédé  semblent incapables de rendre le parc réellement piétonnier, malgré les interdictions en vigueur il est régulièrement traversé par des automobiles dans chacune de ses parties, même dans les zones pour piétons. Malgré tout ceci le parc reste un but de promenade pour beaucoup de cyclistes, de piétons et des citadins en recherche d'un peu de verdure dans une ville qui offre peu de parcs publics arborés.

## Cyclisme
Au Parco delle Cascine s’est terminée la 13ème étape du Giro d’Italia 2009 Lido di Camaiore-Florence.
Les Championnats du monde de cyclisme 2013 se sont déroulés en partie à l’intérieur du parc